# RiceGum
RiceGum (ライスガム、本名: Bryan Quang Le ブライアン・クアン・レ、1996年11月19日 - ) は、アメリカ合衆国のYouTuberおよびラッパー。